# Carey Price
Carey Price (Williams Lake, 16 agosto 1987) è un hockeista su ghiaccio canadese.
Di ruolo portiere, gioca attualmente nella squadra dei Montreal Canadiens nella National Hockey League. Ha ricevuto quattro convocazioni agli All-Star Games: nel 2009, nel 2011, nel 2012 e nel 2015. Nello stesso anno, è diventato il primo portiere della storia dell'NHL a vincere il William M. Jennings Trophy (pari merito con Corey Crawford), il Vezina Trophy, il Ted Lindsay Award e l'Hart Memorial Trophy